# قورباغه درختی تپه‌نشین
قورباغه درختی تپه‌نشین (نام علمی: Kurixalus naso) نام یک گونه از خانواده قورباغه‌های بوته‌زار است.